# Karang Panggung (Merigi Sakti)
Karang Panggung is een bestuurslaag in het regentschap Bengkulu Tengah van de provincie Bengkulu, Indonesië. Karang Panggung telt 175 inwoners (volkstelling 2010).